# Entomotaeniata
De Entomotaeniata waren een orde van weekdieren (Mollusca) die behoren tot de slakken (Gastropoda).
De wetenschappelijke naam werd voor het eerst geldig gepubliceerd in 1916 door Paul Bartsch. 